# Надеждино (Кошкинский район)
Надеждино — село в Кошкинском районе Самарской области, административный центр сельского поселения Надеждино.
Основано в 1859 году как немецкая колония Александрталь
Население — 1074 (2010)

## История
Основано в 1859 году. Первоначально называлось Александрталь (в честь Александра II), также Александродар. Основатели — переселенцы из Западной Пруссии и Причерноморья, сторонники проповедника К. Эппа. В 1866 году открыт молельный дом. Часть жителей составляли лютеране и католики. В 1863 году земельный надел составлял 1720 десятин (на 25 семей). В селе имелись молочная ферма, сыроварня, мельницы (1890), торговый дом «Гардер, Вибе и Ко». В 1880 году открыто центральное училище. В 1910 году село посетил П. А. Столыпин.
В советский период в составе Кошкинского района Самарской (Куйбышевской) области. В 1923 году в селе прошёл 1-й
съезд Всероссийского меннонитского сельскохозяйственного общества. В 1926 году в селе действовал кооператив «Пахарь», имелись начальная школа, изба-читальня, сельсовет. Действовал полеводческий техникум.
28 августа 1941 года был издан Указ Президиума ВС СССР о переселении немцев, проживающих в районах Поволжья. Немецкое население АССР немцев Поволжья было депортировано. В последующие месяцы депортация коснулась почти всего немецкого населения, проживающего на территории Европейской России и Закавказья, не занятых вермахтом. 
В череде постановлений ГКО, приказов НКВД, одним из последних было распоряжение СНК СССР от 21 ноября 1941г. № 280-кс «О переселении немцев из Кошкинского района Куйбышевской области в Казахскую ССР». Это распоряжение было коротким: «Обязать НКВД СССР (т. Меркулова) произвести в двухнедельный срок переселение 1677 семейств немцев, проживавших в Кошкинском районе Куйбышевской области в Казахскую ССР». Всего предполагалось выселить 8665 человек. Выселение немцев из Кошкинского района было проведено в конце декабря 1941 года.
В настоящее время слилось с деревней Нейгоффнунг (южная часть села). Колония Нейгоффнунг была основана переселенцами из Причерноморья в 1860 году. Большую часть населения составляли меннониты, последователи К. Эппа. Часть жителей составляли лютеране. В 1863 году земельный надел составлял 1828 десятин (на 25 семей).

## Физико-географическая характеристика
Село расположено в Заволжье, вытянуто вдоль правого берега реки Кондурча, на высоте 85 м над уровнем моря. Рельеф — полого-увалистый. Общий уклон местности с запада на восток — к реке Кондурча. Территория расчленена несколькими оврагами. Распространены чернозёмы и пойменные слабокислые и нейтральные почвы.
По автомобильным дорогам расстояние до районного центра села Кошки    составляет 14 км, до областного центра города Самара — 130 км.
Часовой пояс
Надеждино, как и вся Самарская область, находится в часовой зоне МСК+1. Смещение применяемого времени относительно UTC составляет +4:00.

## Население
| 1881  | 1889 | 1897 | 1910 | 1913 | 1926 | 1930  |
| ----- | ---- | ---- | ---- | ---- | ---- | ----- |
| 142   | ↗205 | ↗365 | ↘194 | ↗255 | ↗417 | ↗1419 |
| 2010  |      |      |      |      |      |       |
| ↘1074 |      |      |      |      |      |       |

Динамика численности населения деревни Нейгофнунг по годам
| 1881 | 1889 | 1897 | 1910 | 1913 | 1926 | 1930 |
| ---- | ---- | ---- | ---- | ---- | ---- | ---- |
| 123  | 166  | 177  | 122  | 142  | 262  | 79   |

Национальный состав
В 1926 годы немцы составляли 100 % населения как села Александерталь, так и деревни Нейгофнунг.